# Lauromacromia luismoojeni
Lauromacromia luismoojeni är en trollsländeart som först beskrevs av Santos 1967.  Lauromacromia luismoojeni ingår i släktet Lauromacromia och familjen skimmertrollsländor. Inga underarter finns listade i Catalogue of Life.